# Dragør (municipio)
Dragør es un municipio de Dinamarca en la Región de la Capital que ocupa la parte sur de la isla Amager.
El municipio tiene 18,14 km² y 13.977 habitantes en 2014. Incluye las localidades urbanas de Dragør –la capital– y Søvang. Colinda al norte con el municipio de Tårnby, al este y al sur con el Øresund, y al oeste con la bahía de Køge.

## Localidades
En 2014, el municipio tiene una población total de 13.977 habitantes. Únicamente cuenta con dos localidades urbanas (byer, localidades con más de 200 habitantes), donde residen 13.639 habitantes. Otras 313 personas viven en áreas rurales y 25 no tienen residencia fija.
| Localidades más pobladas de Dragør |           |                  |
| N.º                                | Localidad | Población (2013) |
| 1                                  | Dragør    | 11.951           |
| 2                                  | Søvang    | 1.688            |